# 池井保
池井 保（いけい たもつ、1928年（昭和3年）3月1日 - 2022年（令和4年）9月4日 ）は、日本の詩人であり教育者。
京都府竹野郡丹後町中浜（現・京丹後市）出身。虎杖小学校におけるへき地教育の実践で知られ、校区の三山地区住民とともにへき地の生活環境の改善を求めて行政と交渉し、全国でも稀な好条件での挙家離村を実現するきっかけを作るなど、地域に大きな影響を与えた。

## 生涯

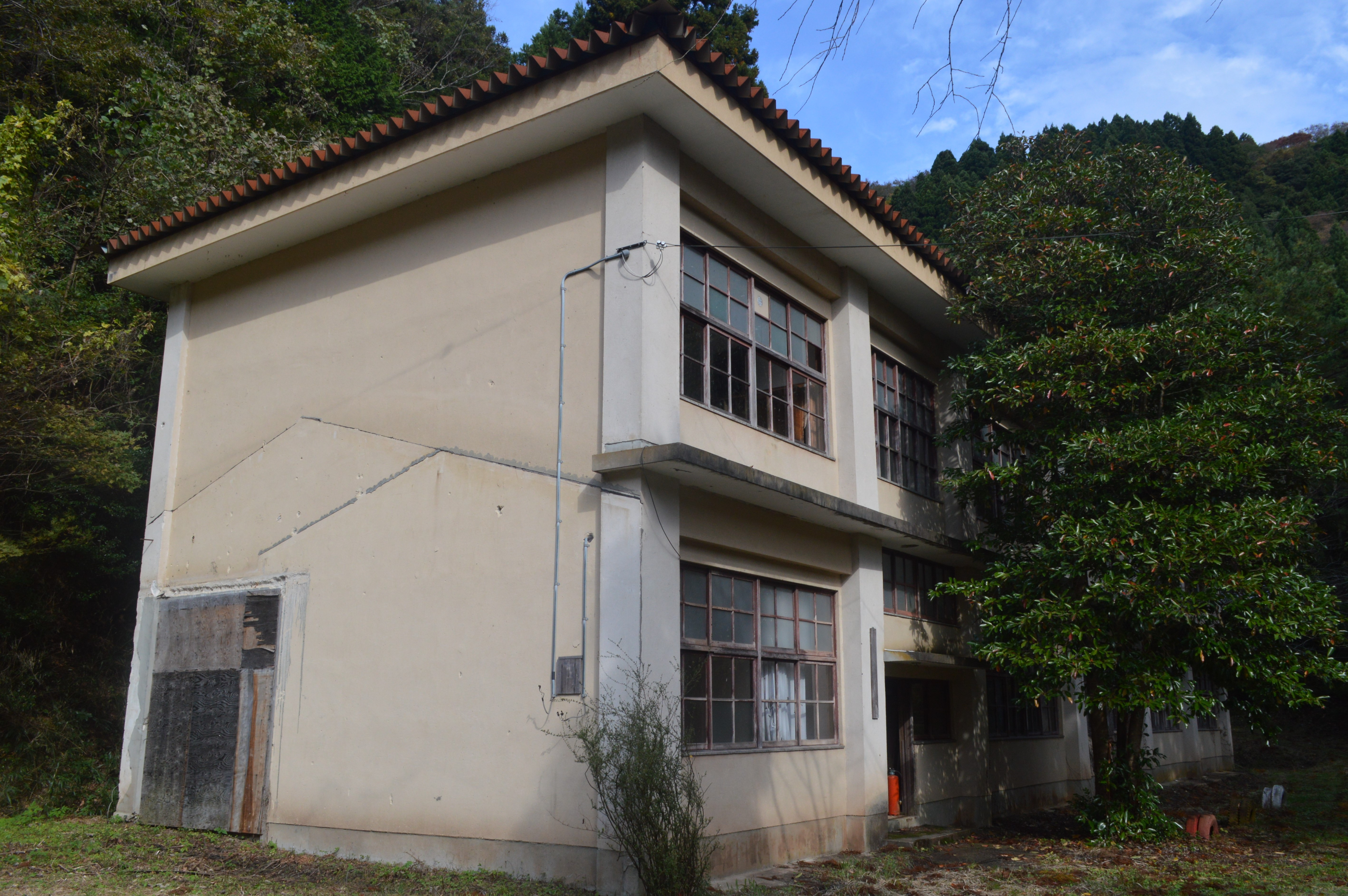
『亡び村の子らと生きて』の舞台である虎杖小学校（1991年廃校）

1928年（昭和3年）、京都府竹野郡丹後町中浜（現・京丹後市）の漁師の家の長男として誕生した。1949年（昭和24年）に京都青年師範学校（現：京都教育大学）を卒業。社会科、国語科の教員として各地の小中学校を転々とした後、1967年（昭和42年）に丹後町立虎杖小学校に赴任した。同校での教育実践を記録した『亡び村の子らと生きて-丹後半島のへき地教育の記録-』は、地域社会と学校の協働にも踏み込んだへき地教育の実践記録として高く評価され、池井保の代表作となった。作文指導を重視する綴り方教師でもあり、フィールドワークを重視し、到達度評価にはまったく関心をもたない教師であったという。池井が虎杖小学校で指導した小6児童のフィールドワークに基づいた作文「私たちの丹後縦貫林道」は、丹後地方林業振興会が主催した林道沿線開発構想のコンクールで入選一席となり、『京都の林業』1972年6月号に全文掲載された。詩人としても活動し、教職退職後の1983年（昭和58年）には津田櫓冬とともに詩画展を開催した。海の漂着物や環境保護にも高い関心を寄せ、海浜収集物による個展も複数回開催された。
2022年（令和4年）11月4日没（享年94歳）。同11月24日、故人と20年以上の親交があったギタリスト・山崎昭典らミュージシャンが、演奏やダンス、詩の朗読で池井保の世界観を表現した追悼ライブを開いた。

### 教師時代
1949年（昭和24年）に京都青年師範学校を卒業し、国語、社会の教員免許を有する社会科教員となる。
卒業後、向日市の小学校に2年勤務した後、郷里に戻り、丹後町立間人中学校と丹後町立宇川中学校にあわせて7年勤務したのち、1958年（昭和33年）網野町立木津小学校に勤務した。
1962年（昭和37年）に京都府熊野郡久美浜町（現京丹後市）の田村小学校（平成25年3月末閉校）に赴任したことをきっかけに、「郷土教育熊野サークル」（後に「地域と教育の会」に発展）社会科研究会に所属する。社会科に視点をおきつつも、他教科との枠にとらわれない自主研究実践を行った。
このサークルにおいて、池井は、生活をふまえ、地域の現実に立って教育運動をすすめる意義を確認し、1966年（昭和41年）に郷里である丹後町への転勤希望を提出した。

#### 虎杖小学校での実践
1967年（昭和42年）、京都府竹野郡の丹後町立虎杖小学校に赴任した。虎杖小学校は、わずか十余年のうちに校区の5つの集落のうち4集落が離村・廃村となった、丹後半島の中でもとりわけ山深いへき地にあり、当時の虎杖小学校の児童数は全校生徒38人、教員5名であった。池井は2年生5人と3年生3人の複式学級の担任となり、この時2年生だった生徒が卒業する1972年（昭和48年）3月まで勤務した。
虎杖小学校では、郷土の現実を見据え、過疎問題を直視したフィールドワークを実践した。等高線について学ぶ授業には、実際に等高線30m地点の生徒の家から等高線200メートル地点、300メートル地点、400メートル地点に住む生徒の家まで歩き、どこの田が良いかを中心に話し合ったりと、現地調査をする中で等高線の問題は離村問題にかかわることを子どもたちにつかませるなどの実践を行った。また、子どもの作文指導を重視する生活綴方教師として、「だんじ」と題する学級文集を子どもと一緒になって編集し発行した。この文集は当時の丹後町の山村に住む子どもの生活がとてもよくわかるものとなっている。なお、「だんじ」とは虎杖の別名である。
郷土教育に精力的にとりくむかたわら、池井は、衰退する地域に財政的な援助が期待できない、行財政的に差別されている社会構造を直視し、この課題に、児童や地域住民とともに立ち向かうことを目指した。池井の着任を機に展開したへき地の不平等の是正を求める運動のいくつかは実を結び、運動場を拡張し地域住民と共同で運動会を実施することや、温かい学校給食の提供、レントゲン車の導入などを実現させた。そうした児童の学校生活の充実と並行して、三山の住民たちと「暮らしを守る会」を結成し、住民とともに要求をまとめ、三山住民が田畑を所有していた碇高原へ上る道の拡幅と舗装、公民館の建設、便所の改良、盆踊りの再開など地域住民全体の生活環境の改善も実現していった。なかでも池井が同校を去った3年後の1975年（昭和50年）に実現した三山集落住民の三宅地区への集団移転は、行政当局との条件保障交渉の上に地域の分断を防ぎ、全国でも稀な好条件での離村を成し遂げた画期的事例として広く知られる。
池井は、とりわけ離村が進み集落に1軒だけ残された家にクラスの子どもたちを連れて行くことで、衰退地域の過酷さに「同情」ではなく「共感」することを重視し、へき地の暮らしを共同で守り抜こうとする地域運動のきっかけを育んだ。へき地の差別を許さない認識を育て、山々を子どもたちと歩き回って山菜や銀杏を採り、ドジョウの養殖や、鮎の越冬試験など創意工夫に富んだ実践を行った。

#### その後
1972年（昭和47年）から1977年（昭和52年）には、丹後町立間人小学校に勤務。1977年（昭和52年）から1980年（昭和55年）には峰山町立新山小学校に勤務した。
1980年（昭和55年）からは教頭として網野町立網野中学校に勤務するも、1982年（昭和57年）に54歳で教職を辞した。辞職の直接的な動機は、学校で起きた校舎火災の責任を池井が取ったという形であった。
退職後は中浜の自宅に児童文庫を開き、近所の子どもたちと交流しながら、詩人としての活動に専念した。

## 詩人として

### 海への想い
丹後半島の荒磯で育った池井にとって、海は身近なものであった。教職を辞した後は、連日自宅のある丹後町中浜周辺から、時には兵庫県にも赴いて海辺を歩き、貝殻を集め、詩作に耽った。1983年（昭和58年）、久美浜町出身の挿絵画家・津田櫓冬とともに詩画展を開催。1985年（昭和60年）3月には砂浜に漂着したココヤシの実に耳をあて、ポチャポチャとした水音に遠くフィリピンのある島から岸を離れ、黒潮から対馬海流にのって礼文島までの道程だったかもしれないと想像するなど、海は池井の詩に様々なインスピレーションをもたらした。1990年（平成2年）には経ヶ岬沖で座礁したナホトカ号重油流出事故を目の当たりにし、めまぐるしい海の環境変化に呆然としつつ、波音に耳を澄ませて幼少期を思いはせたという。貝殻の漂着数が年々数・種類ともに減少していたことから、海の環境汚染の進行を想起し、環境保護にも思いはせた。1996年（平成8年）に発表した詩集『鬼灯貝のうた』に収録された詩篇のいくつかは、1988年（昭和63年）秋にアート・ふじたで開催された「池井保・津田櫓冬詩画展」にも出展された。
池井が15年間で収集した70種約300点の貝殻は、「丹後への漂着貝殻展」として、1999年（平成11）2月に京丹後市立丹後古代の里資料館で展示された。貝殻収集はその後も続けられ、2009年（平成21年）5月にはmixひとびとtangoの一企画として「丹後の海の贈り物 貝の資料館」を開催した。自宅に「貝殻資料館」を開設して展示し、そのコレクションは没後、琴引浜鳴き砂文化館に渡り、文化館2階の特設コーナーいて「池井保collection」として展示されている。

### へき地に生きる

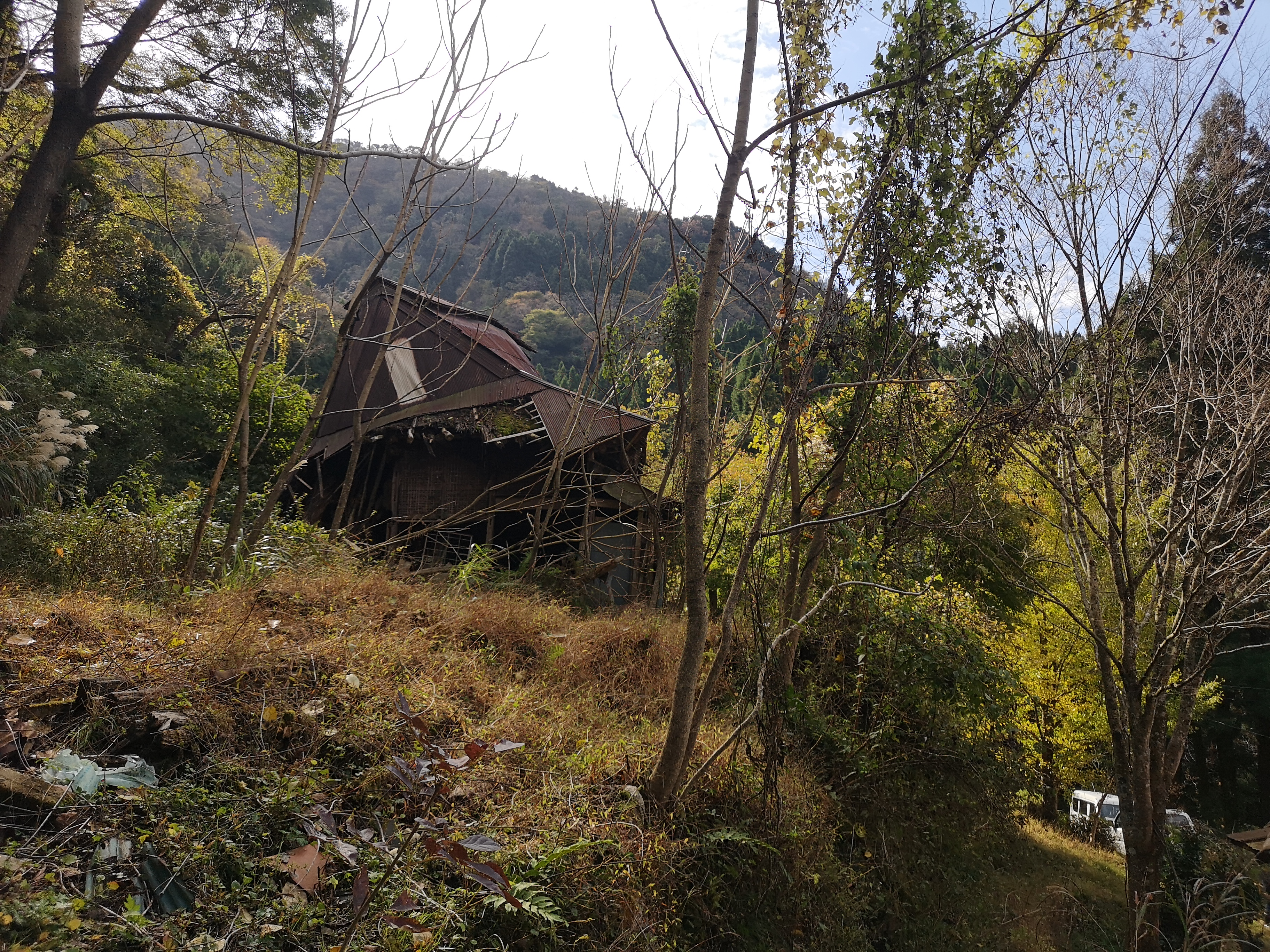
小脇の旧織戸家(1989年廃村・画像は2021年)

池井は虎杖小学校勤務時代の縁から、虎杖小学校の通学圏でもあった丹後町小脇（廃村）で17年間、村を守った伝承が残る地蔵菩薩に読経と水を供えて夫婦2人だけの生活を続けた織戸信治・きみ子夫妻に深い共感を寄せ、教職を辞した後も毎月のように交流を続けた。詩集『海の囁き』では、「風 かぜふくな 雪 ゆきふるな あの山ふところに 爺と婆と稲そだててるではないか 風雪ゆくとふたりは埋まる」と老夫婦を案じて謳った。1993年11月には『海の囁き』に即したカンタータ「ただいま一戸、冬物語」が京都府立文化芸術センターで上演された。
のちに池井は織戸夫妻との交流を「典型的な丹後の過疎の村で一緒に考え、暮らせたことがありがたかった」とふりかえり、2018年に発表したオリジナルCD『海のアンソロジー』で朗読した詩「小脇の物語」で、経済成長の道を突き進んだ戦後の日本の歩みに対し、本当の豊かさとは何かを問うた。

## 著作

### 『亡び村の子らと生きて』1977年
池井保が虎杖小学校に勤務した1967年から1972年の同校での教育実践を通して、地域不安を媒介した集団離村（丹後町の離村・廃村）が進んだへき地において展開した活動の記録である。地域の消失を目の当たりにするなかで、地域住民や教え子らといかに向き合おうとしたか、行政サービスの行き届かないへき地の現状を、集団での権利行使と現状に対する批判的認識を育む生活指導実践の書であり、差別する側とされる側の課題を当事者として意識・統合し、ひとりの人間として成長していくかを問うた教育実践の記録として評価される。

### 教育実践
- 『あじさい学級のうた』（共著）ポプラ社 1976年[26]
- 『亡び村の子らと生きて』あゆみ出版 1977年[26]
- 『人間形成と社会 : 学校・地域・職業  第2期 第4巻 (学校統廃合・過疎問題)』（共著）クレス 2012年

### 詩集
- 『三月の暮れ』百華苑 1962年[26]
- 『海の囁き』涯の会 1986年[26]
- 『鬼灯貝のうた』かど創房 1996年[26]

### その他著作
- 『丹後に生きる』（共著）三省堂 1987年[26]
- 『丹後半島産・貝類界の通信・わが磯こつじき』私家版 2002年[27]
- 『丹後のことば・方言 -古語残照-』私家版 2007年[27]

### CD
- 『海のアンソロジー』2018年[18]

ギタリストの山崎昭典と共同制作したオリジナルCD。池井保の詩11篇を収録し、詩の朗読は池井自身が担当した。音・音楽は山崎明典とサウンドアーティストの鈴木昭男が担当し、FOSSIL STUDIOが企画・制作した。収録された11篇のうち、10篇は2003年に丹後町中浜で制作され、11篇目の「小脇の物語」のみ2001年12月2日に丹後町小脇の旧織戸家で収録された。